# Mesorregión del Sudeste Piauiense
La mesorregión del Sudeste Piauiense es una de las cuatro mesorregiones del estado brasileño del Piauí. Es formada por la unión de 66 municipios agrupados en tres microrregiones. Los cinco municipios más poblados son Picos, Oeiras, São João do Piauí, Paulistana y Jaicós.

## Microrregiones
- Alto Medio Canindé
- Picos
- Pio IX

- Datos: Q2440807